# Muriel Gunn
Muriel Gunn mariée Cornell (née le 27 septembre 1906 et morte le 12 septembre 1996) est une athlète britannique, spécialiste du saut en longueur.

## Biographie
Muriel Gunn remporte la médaille d'argent du saut en longueur lors des Jeux mondiaux féminins de 1926 et 1930.
Elle améliore à deux reprises le record du monde du saut en longueur en établissant 5,485 m le 2 août 1926 à Londres, puis 5,575 m le 1er août 1927, toujours à Londres.

### Palmarès
| Date | Compétition            | Lieu     | Résultat | Épreuve          | Performance |
| ---- | ---------------------- | -------- | -------- | ---------------- | ----------- |
| 1926 | Jeux mondiaux féminins | Göteborg | 2e       | Saut en longueur | 5,44 m      |
| 1930 | Jeux mondiaux féminins | Prague   | 2e       | Saut en longueur | 5,76 m      |

### Records
| Épreuve          | Performance | Lieu       | Date            |
| ---------------- | ----------- | ---------- | --------------- |
| Saut en longueur | 5,855 m     | Birmingham | 26 juillet 1930 |